# André-Félix Narjoux
André-Félix Narjoux (Paris, 24 février 1867 - Paris, 16 octobre 1934) est un architecte français qui travailla notamment pour le Crédit lyonnais.
Il était fils d'architecte, son père étant Félix Narjoux.
Il résidait 3, rue Littré à Paris, dans le 6e arrondissement.

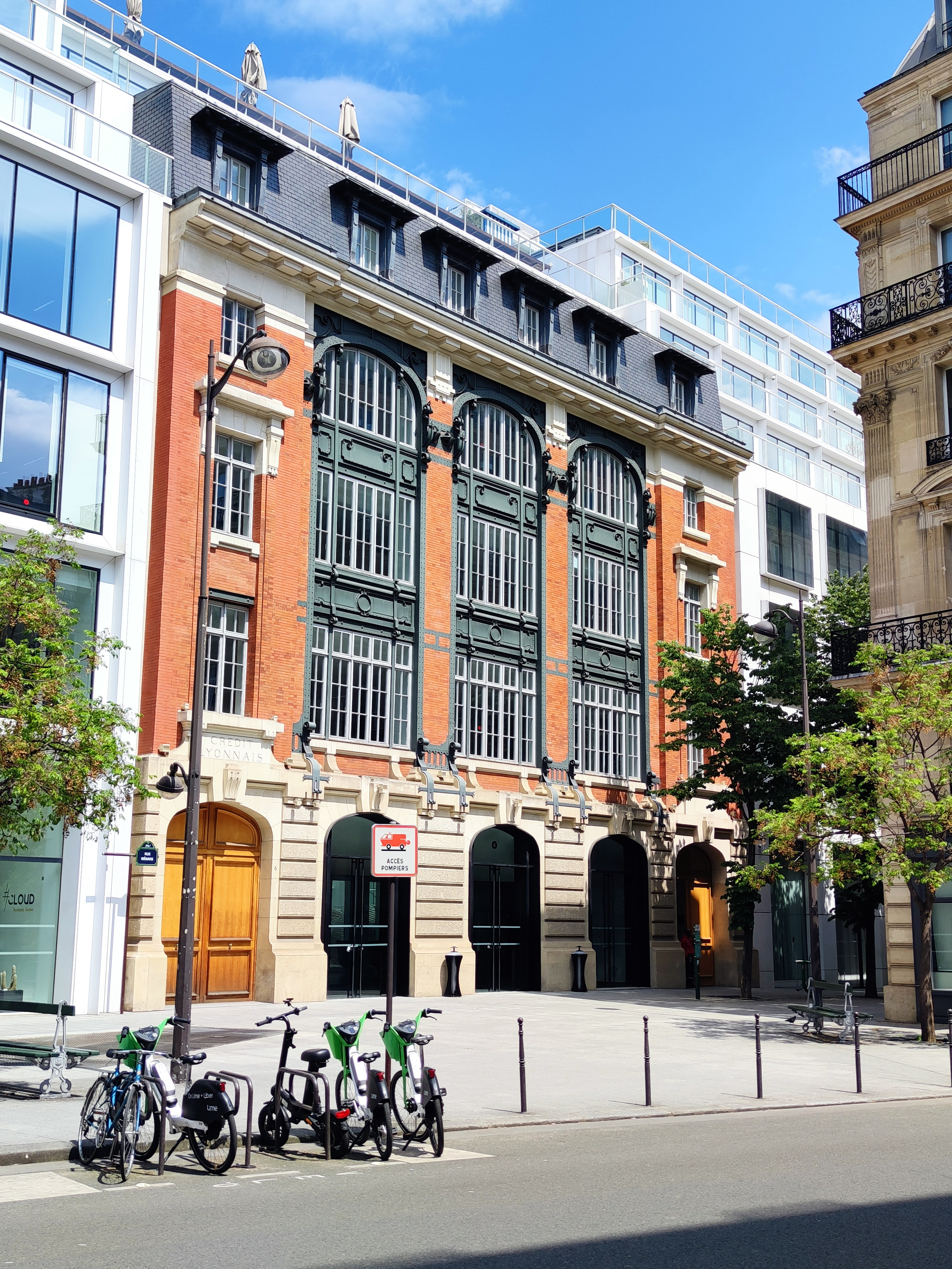
Immeuble du 6, rue Ménars, Paris.

Diplômé (architecte DPLG) en 1893, Narjoux est architecte en chef du Crédit lyonnais de 1902 à 1934. Il achève le siège central du Crédit lyonnais et conçoit l'annexe de la rue Ménars. Il a travaillé aux plans de trois centres d'archives pour la banque, à Angers, Périgueux et La Roche-Migennes mais le projet est abandonné.
Il meurt en poste en 1934.